# 대진항 (영덕군)
대진항(大津港)은 경상북도 영덕군 영해면 대진리에 위치한 어항이다. 1971년 12월 21일 국가어항으로 지정되었다. 관리청은 해양수산부 동해어업관리단, 시설관리자는 영덕군수이다.

## 어항 연혁
- 대진리는 동해 바닷가에 위치하고 있어서 한나리, 한날기 또는 대진이라 하였던 것이 유래가 되어서 지금의 대진리가 되었다.
- 대진항은 북쪽으로는 상대산과 대진해수욕장이 있고 남쪽으로는 크고 작은 산들로 둘러싸인 항으로 1975년 수리모형실험을 실시하고 1983년 기본시설을 완공한 후 1993년에는 정비계획을 수립했다.[1]

## 어항 구역
대진항의 어항구역은 다음과 같다.
- 수역: 북측 돌출부 선단에서 정동으로 500m 점에서 정남 육지와 연결한 선을 따라 형성된 공유수면[2]
- 육역: 경상북도 영덕군 영해면 대진리 220-1 외 9필지(상세내역은 생략)[3]

## 주요 어종
대진항의 주요 어종은 멍게, 청어 등이다.

## 여행 정보
- 대진1리에 위치한 대진항은 해양레저스포츠를 위한 기반시설을 겸비한 어항으로 '어촌체험관광마을'로 조성되었고, 관광등대, 해양체험, 관광시설 등이 건립되면서 종합관광어항으로 개발되었다. 백사장을 가로 질러 흐르는 송천에서는 담수욕을 즐길 수 있다.[4]
- 과시리 전통마을, 유금사, 장육사

## 먹거리
- 수심이 깊지 않고 맑은 바닷물 속에는 굴, 백합, 홍합 등의 패류가 흔하여 직접 채취하는 재미를 만끽할 수 있으며, 갓 잡아 올린 청어를 맛보는 즐거움도 함께 느낄 수 있다.